# Lurte
Lurte ('alud' en aragonés) es un grupo musical de folk metal procedente de Aragón. Su música se basa en la utilización de instrumentos tradicionales aragoneses de viento, como gaita de boto, dulzaina, trompa de Ribagorza o chiflo, unidos a una potente percusión, a un violín guerrero, hacen que Lurte sea un referente de los grupos de folk metal españoles.
Fundado en 2003 durante estos años han sacado 5 discos en formato LP, un maxisencillo y un disco recopilatorio. 
Durante estos 20 años de vida, por el grupo han pasado diversos integrantes. En 2008 se produce la primera disección del grupo, donde gran parte de los integrantes abandonan la formación por discrepancias con integrantes del grupo. De esa disgregación surge el grupo de folk aragonés Ixera. Los que no abandonan el grupo buscan nuevos integrantes que continúan con la formación. Es en 2011 Pepin Banzo(Autor y creador de los cuatro primeros discos del grupo) abandona el grupo y ellos continúan con otra formación (que es la actual a día de hoy). En estos últimos 10 años, dos integrantes de la formación inicial (Emilio y Anfetas) han abandonado el grupo entrando nuevas incorporaciones. En la actualidad solo la percusionista Marieta es miembro fundador del grupo.
Sus ritmos, su fuerza y su espíritu evoca las batallas almogávares, ejército de mercenarios al servicio del Rey de Aragón, fundamentalmente, o de quién mejor pagase, que libraron numerosas batallas entre los siglos XI y XIV. Los almogávares de aquel entonces mantenían vivas las tradiciones celtíberas uniendo la fuerza del guerrero y el amor a la madre tierra. 
En 2011, en plena gira de su disco Neopatria, cuentan con la colaboración del violinista Alberto Navas, quien formará parte estable de la formación al poco tiempo.
En su disco Última Frontera, Lurte grabará junto a grandes artistas españoles, como Bieto Romero de Luar Na Lubre o Fernando Ponce de León antiguo miembro de Mägo de Oz.
Su último disco, V, será donde la banda se consolide, formando parte de ella el percusionista zaragozano Rubén García.
Han sido nominados en tres ocasiones a los Premios de la Música Aragonesa, en apartados como "otras músicas" y "mejor canción en aragonés".

## Discografía
- 2006 Dispierta Fierro. Grabado en Lunanueva Estudios. Dirección y producción musical Pepín Banzo.
- 2008 Deus lo bol. Grabado en Lunanueva Estudios. Dirección y producción musical Pepín Banzo.
- 2010 Biellas Esferras. Recopilatorio.
- 2011 Neopatria. Grabado en Lunanueva Estudios. Dirección y producción musical Pepín Banzo.
- 2013 Última Frontera. Grabado en Lunanueva Estudios. Dirección y producción musical Lurte.
- 2016 Fierros d´a Baralla (enlace roto disponible en Internet Archive; véase el historial, la primera versión y la última).. Grabado en Lunanueva Estudios. Dirección y producción musical Lurte.
- 2018 "V". Grabado en Lunanueva Estudios. Dirección y producción musical Lurte.

## Integrantes de la banda
- Adrián Gil Sediles - gaitas, dulzaina y coros.
- Alberto Navas - violín, violín eléctrico y coros.
- Alejandro Reche - tarota y dulzaina.
- Arantza C. Hernando - gaita de boto aragonesa y coros.
- Chaime Magallón - voz y dulzaina.
- José Manuel Alba - gaita de boto aragonesa, dulzaina y coros.
- Marieta Orduna - percusión.
- Rubén García - percusión.